# Magnuson Act
Der Magnuson Act (auch: Chinese Exclusion Repeal Act of 1943) war ein US-amerikanisches Bundesgesetz. Das von Senator Warren G. Magnuson vorgeschlagene und am 17. Dezember 1943 verabschiedete Gesetz hob die Regelungen des seit 1882 bestehenden Chinese Exclusion Act auf und erlaubte Chinesen wieder die Einreise in die Vereinigten Staaten. Chinesen, die bereits in den USA lebten, erhielten mit dem Gesetz erstmals in der amerikanischen Geschichte auch die Möglichkeit, die Staatsbürgerschaft zu beantragen und zu erwerben.

## Hintergrund und Geschichte
Das Gesetz kam zustande, nachdem China während des Zweiten Weltkrieges zum Bündnispartner der USA wurde. Der Chinese Exclusion Act bildete in den chinesisch-amerikanischen Beziehungen seitdem ein ständiges Ärgernis, das die amerikanische Legislative mit dem Magnuson Act zumindest formal aus der Welt zu schaffen versuchte. Auf die Einwanderung von Chinesen wurden nämlich ab sofort die Bestimmungen des Immigration Act of 1924 angewandt, der für die Einwanderung Quoten festsetzte, die für jede ethnische Gruppe von der Größe der bereits in den USA angesiedelten Landsmannschaft abhing. Infolgedessen durften auch nach Inkrafttreten des Magnuson Acts zunächst nicht mehr als 105 Chinesen pro Jahr in die USA einreisen. In nennenswertem Umfang erhöhte sich die Zahl der chinesischen Immigranten erst 1965, als das Einwanderungsrecht mit dem Immigration and Naturalization Services Act of 1965 neu gefasst wurde.